# Monosporidium euphorbiae
Monosporidium euphorbiae är en svampart som beskrevs av Barclay 1888. Monosporidium euphorbiae ingår i släktet Monosporidium och familjen Phakopsoraceae.   Inga underarter finns listade i Catalogue of Life.